# Primož Pikl
Primož Pikl (nascido em 25 de agosto de 1982, em Celje) é um saltador de esqui da Eslovênia. Compete desde 2002.